# Union megye (Dél-Dakota)
Union megye az Amerikai Egyesült Államokban, azon belül Dél-Dakota államban található. Megyeszékhelye Elk Point, legnagyobb városa North Sioux City. Lakosainak száma 16 811 fő (2020. április 1.). Union megye Clay, Dakota, Dixon, Lincoln, Plymouth, Sioux és Woodbury megyékkel határos.

## Népesség
A megye népességének változása:
| Lakosok száma | 14 480 | 14 587 | 14 852 | 14 829 | 14 909 | 16 811 |
|               | 2010   | 2011   | 2012   | 2013   | 2015   | 2020   |